# タンギ・クアシ
タンギ＝オースタン・ニアンズ・クアシ（Tanguy-Austin Nianzou Kouassi, 2002年6月7日 - ）は、フランス・パリ出身のサッカー選手。ラ・リーガ・セビージャFC所属。ポジションはDF。

## 経歴

### クラブ

#### パリ・サンジェルマン
パリ出身で2016年からパリ・サンジェルマンFCのユースチームに所属し、2019年にトップチームに昇格した。12月7日に行われたリーグ・アン第17節のモンペリエHSC戦でイドリッサ・ゲイェとの交代途中出場でプロデビューを果たした。2020年2月16日、リーグ・アン第25節アミアンSC戦にてトップチーム初ゴールを含む2ゴールを決めている。

#### バイエルン・ミュンヘン
2020年7月1日、ドイツのFCバイエルン・ミュンヘンへ4年契約で移籍した。

#### セビージャ
2022年8月17日、セビージャFCへの移籍が発表された。2027年までの5年契約で、バイエルンが買い戻しオプションを有する。

### 代表
フランス代表として各年代でプレーした。

## 個人成績
| クラブ                 | シーズン | リーグ         | リーグ戦 | リーグ戦 | カップ戦 | カップ戦 | 国際大会 | 国際大会 | その他 | その他 | 合計 | 合計 |
| クラブ                 | シーズン | リーグ         | 出場     | 得点     | 出場     | 得点     | 出場     | 得点     | 出場   | 得点   | 出場 | 得点 |
| ---------------------- | -------- | -------------- | -------- | -------- | -------- | -------- | -------- | -------- | ------ | ------ | ---- | ---- |
| パリ・サンジェルマン   | 2019-20  | リーグ・アン   | 6        | 2        | 3        | 0        | 2        | 0        | 2      | 1      | 13   | 3    |
| パリ・サンジェルマン   | 通算     | 通算           | 6        | 2        | 3        | 0        | 2        | 0        | 2      | 1      | 13   | 3    |
| バイエルン・ミュンヘン | 2020-21  | ブンデスリーガ | 6        | 0        | 0        | 0        | 0        | 0        | 0      | 0      | 6    | 0    |
| バイエルン・ミュンヘン | 通算     | 通算           | 6        | 0        | 0        | 0        | 0        | 0        | 0      | 0      | 6    | 0    |
| 総通算                 | 総通算   | 総通算         | 12       | 2        | 3        | 0        | 2        | 0        | 2      | 1      | 19   | 3    |

## タイトル

### クラブ
パリ・サンジェルマンFC
- リーグ・アン: 1回 (2019–20)[4]

FCバイエルン・ミュンヘン
- UEFAスーパーカップ：1回 (2020)
- ブンデスリーガ：1回 (2021-22)

セビージャFC
- UEFAヨーロッパリーグ : 1回 (2022-23)